# Выживание (Доктор Кто)
«Выживание» (англ. Survival) — четвертая и последняя серия двадцать шестого сезона британского научно-фантастического телесериала «Доктор Кто», состоящая из трёх эпизодов, которые были показаны в период с 22 ноября по 6 декабря 1989 года.

## Сюжет
Доктор привозит Эйс домой в Перивейл в западный Лондон. Но пригород не такой, каким должен быть, бродят таинственная черная кошка, а кто-то утаскивает людей в другое измерение. Эйс беспокоится, что большинство ее старых друзей исчезли, но Доктор больше обеспокоен поведением кошки, которую, оказывается, контролируют из другого измерения. Вскоре похищают молодого Стюарта, за ним следует Эйс, за которой охотится человек-гепард на коне. Вскоре Доктор и фитнес-инструктор Патерсон телепортируются в другой мир, в котором небо горит красным, где встречается с Мастером. Тот постепенно приобретает животные черты, и использует черных кошек, китлингов, чтобы создать мост на Землю для людей-гепардов. Он рассказывает, что тут раньше жили люди, но под воздействием силы планеты и китлингов они превратились в животных. Он также постепенно превращается, и ему нужна помощь Доктора.
Эйс тем временем встречает Шрилу и Миджа, старых друзей, прячущихся в лесах вместе с Дереком. На планете похищенных Стюарта и молочника убивает человек-гепард, а Эйс с друзьями вскоре прибывают к Доктору, который догадывается, что эта древняя планета погибает. Мидж убивает одного из гепардов, а Эйс ранит другую, по имени Карра. Она выхаживает ей, что беспокоит Доктора. Вскоре она и сама начинает превращаться в гепарда. Она бросает Доктора и идет на охоту, но тот убеждает ее вернуться обратно.
Мидж также начинает превращаться в животное, и Мастер использует это, чтобы телепортироваться на Землю. Доктор убеждает Эйс помочь вернуться в Перивейл, и все путешественники покидают странную планету. Патерсон возвращается в спортзал, где его убивают Мастер и Мидж, последний также вскоре погибает. Карра также прибывает на Землю, что успокаивает Эйс, которая продолжает превращаться, но Мастер вскоре убивает и Карру.
Мастер переносит Доктора на древнюю планету, но последний отвергает тягу планеты к охоте, и улетает обратно на Землю. Он возвращается к Эйс, вновь ставшую человеком, и говорит ей, что элемент планеты останется с ней навсегда, и они возвращаются на ТАРДИС.

## Трансляция
| Эпизод            | Дата показа    | Продолжительность | Телезрители (в миллионах) |
| ----------------- | -------------- | ----------------- | ------------------------- |
| «Часть 1»         | 22 ноября 1989 | 24:14             | 5,0                       |
| «Часть 2»         | 29 ноября 1989 | 24:13             | 4,8                       |
| «Часть 3»         | 6 декабря 1989 | 24:20             | 5,0                       |
| [ 1 ] [ 2 ] [ 3 ] |                |                   |                           |

## Последняя серия сериала
Во время трансляции сезона стало известно, что уже планировавшийся 27 сезон сериала снят не будет, и эта серия станет последней для сериала на какое-то время, а возможно и навсегда. В результате на следующий день после трансляции первого эпизода (что, по совпадению, было 23 ноября 1989 года, двадцатишестилетие сериала) серии Сильвестр Маккой записал финальный монолог, написанный редактором сценариев Эндрю Картмелом, наложенный на финальную сцену.

«Где-то там есть миры, где небо в огне, море - во сне, а реки - в мечте. Люди, сделанные из дыма, и города, сделанные из песен. Где-то есть опасность, где-то - несправедливость, а где-то еще стынет чай. Пошли Эйс, у нас есть дела!».
Оригинальный текст (англ.)There are worlds out there where the sky is burning, the sea's asleep, and the rivers dream. People made of smoke, and cities made of song. Somewhere there's danger, somewhere there’s injustice, and somewhere else the tea's getting cold. Come on, Ace — we’ve got work to do!.

Серия оказалась последней для Энтони Эйнли в роли Мастера. Он не был приглашен на съемки полнометражного фильма-перезапуска, его в этой роли заменили Гордон Типпл и Эрик Робертс. Актер впоследствии участвовал в радиопостановках, записи комментариев на DVD, а также в озвучке «Destiny of the Doctors», видеоигры по мотивам сериала.
Также серия оказалась последней для Софи Элдред в роли Эйс. Судьба персонажа на экране осталась нераскрытой (в книгах, вышедших между 1989 и 1996 годами она отправилась обучаться в академию Галлифрея). Актриса вернулась к этой роли дважды, в выпуске передачи «Исследуя науку» и благотворительном спецвыпуске к тридцатилетию сериала «Измерения во времени».
Наконец в серии состоялось последнее полноценное появление Сильвестра Маккоя в роли Седьмого Доктора. Актер продолжил исполнять эту роль в аудиопостановках, появился в выпуске передачи «Исследуя науку» и благотворительном спецвыпуске к тридцатилетию сериала «Измерения во времени», и наконец кратко появился в полнометражном фильме-перезапуске, где регенерировал в Восьмого Доктора в исполнении Пола Макганна.
Тем не менее, серия не была последней снятой для сериала: ей является серия «Призрачный свет».